# Frohsdorf (zámek)
Zámek Frohsdorf je zámecké stavení v Lanzenkirchenu v okrese Vídeňské Nové Město v rakouské spolkové zemi Dolní Rakousy postavené v letech 1547-1550 na místě spáleniště "Krotenhofe".
Po opětném zpustošení v roce 1683 byl zámek znovu přestavěn v barokním slohu. Okupačními vojsky byl zámek velmi poškozený a v letech 1968 až 1971 díky rakouské poštovní správě, jako nástupce německé říšské pošty, byl zámek restaurován.
Známým majitelem zámku byl Christoph Teufel (* v Frohsdorfu - † 1570), který zámek v roce 1550 postavil a později byl povýšen do dolnorakouského rytířského stavu.

## Další držitelé zámku
- 1570 Susanne Teufel († 1590, manželka stavebníka)
- 1590 Johann Christoph Teufel (syn stavebníka) a další pokračovatel Teufelského rodu
- 1690 hrabě Franz Carl Hoyos (přestavba podle plánů Fischera z Erlachu (1656-1723)
- 1740 Joseph hrabě Philipp Hoyos
- 1781 hrabě Johann Philipp Hoyos a hraběnka z Clary
- 1799 Johann Ernest (syn hraběte)
- 1817 Caroline Bonaparte (1782-1839) hraběnka z Lipona (nejmladší sestra Napoleona Bonaparte) (1769-1921) a generál Macdonald (koupil velmi draho)
- 1828 Alexandr Petrovič Jermolov (milenec Kateřiny Veliké)
- 1835 Michail Alexandrovič Jermolov
- 1839 Peter Ludwig Johann Casimir vévoda z Blacas d`Aulps (koupil)
- 1844 Marie Terezie Bourbonská, vévodkyně z Angouleme (dcera Marie Antoinetty (1775-1793)
- 1851 Heinrich Karl Ferdinand Maria Dieudonne z Artois, vévoda z Bordeaux, hrabě z Chambord
- 1886 Jeho královská vznešenost Don Jaime z Borbon, vévoda z Madridu, Infant ze Španělska
- 1909 Don Jaime, syn od Dona Carlose
- 1931 princezna Beatrix Massimo
- 1941 odprodej zámku Deutsche Reichspost
- 1945 ruská vojska obsadila zámek
- 1955 rakouská poštovní správa převzala majetek
- 1968 sanace poštovní správou (plány ministerský rada Dr. Karl Augustin)